# Obednița
Obednița (gr. Typika - τυπικα ; sl. Обедница or Изобразительны) este o slujbă scurtă pe care Tipicul o cere cu anumite ocazii, dar care poate fi făcută fără să necesite prezența unui preot sau episcop. Acestei slujbe i s-au adus numeroase modificări pentru a cuprinde elemente din Sfânta Liturghie, unele din ele fiind permise și laicilor; în unele jurisdicții, această slujbă poate fi condusă de un diacon și poate cuprinde și împărtășirea credincioșilor. Când se ține în biserică, ușile iconostasului sunt închise și slujba se ține în naos.

## Descriere

### Când nu se ține Liturghie sau se ține doar Liturghiede seară
În conformitate cu Tipicul, Obednița se ține în acele zile când nu se slujește deloc Sfânta Liturghie sau se ține doar Liturghia de seară. Obednița urmează după slujba Ceasului al IX-lea și conține Psalmii din Tipic (Psalmii 102 și 145) și Fericirile, care altfel ar fi făcut parte din cele trei antifoane ale Liturghiei catehumenilor. Textul pentru acest tip de slujbă, de obicei, poate fi găsit în Liturghier sau în Ceaslov.

### Obednița citețului
Această slujbă a Obedniței este o formă specifică de cult care oglindește Sfânta Liturghie. Se slujește atunci când preotul nu este disponibil sau când un credincios nu poate merge la biserică. Este slujită de un diacon, subdiacon, citeț sau cantor sau de către persoana cea mai experimentată sau înțeleaptă prezentă, în această ordine, dacă un episcop sau preot nu numește un alt responsabil.

### Obednița diaconului
Această formă de Obedniță este o variantă a Liturghiei Darurilor Înainte Sfințite ținută de un diacon cu acceptul episcopului local, atunci când preotul nu este disponibil. Diaconul împarte Sfânta Împărtășanie credincioșilor prezenți la slujbă. Trebuie remarcat că, în timp ce în unele jurisdicții această slujbă este binecuvântată, ea nu este acceptată universal, în ciuda vechimii ei. Cu toate acestea, ideea de a folosi diaconi care să ducă Sfânta Împărtășanie celor care nu pot participa la Sfânta Liturghie este un obicei străvechi, și astfel se poate demonstra că o practică străveche poate fi fundamentul acestei practici recente.

## Textele slujbei
- ro  Slujba Obedniței (pe Resurse Ortodoxe)
- ro  Slujba Obedniței Arhivat în 11 ianuarie 2011, la Wayback Machine. (pe siteul Mănăstirii Crasna)
- ro  Slujba Obedniței (pe siteul biserica.org)
- en  Slujba Obedniței Diaconilor[nefuncțională]
- en  Slujba Obedniței Citeților[nefuncțională]
- en  Obednița Citețului conform Tipicul de Stil Vechi
- en  Ceasurile și Obednița (Practica rusă, dar aranjată diferit față de textele de mai înainte)